# Skarpnäck

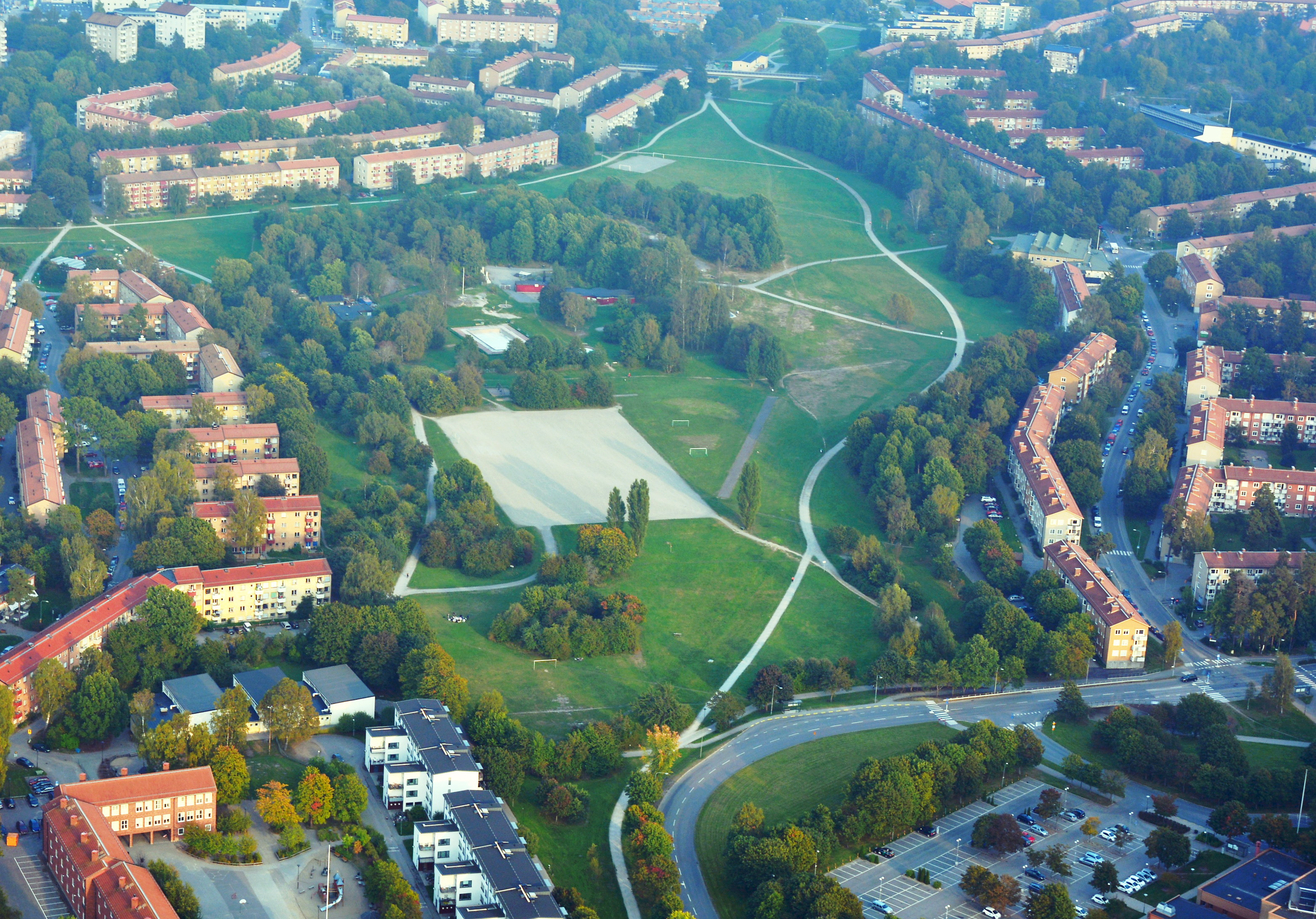
Luftbild des Parks Nytorps gärde in Kärrtorp, 2014

Skarpnäck ist ein Stadtbezirk im Süden Stockholms. Er hat etwa 40.000 Einwohner. Der Stadtbezirk gliedert sich in die Ortsteile Hammarbyhöjden, Björkhagen, Enskededalen, Kärrtorp, Bagarmossen, Skarpnäcks Gård, Flaten, Orhem und Skrubba. In den 1950er Jahren wurde der Stadtbezirk durch zwei Linien der U-Bahn mit der Stockholmer Innenstadt verbunden.
Mit der Bebauung wurde in den 1920er Jahren begonnen. Zuerst entstanden Villen und kleinere Einfamilienhäuser und ab 1930 auch Mehrfamilienhäuser. Im Stadtbezirk beginnt Schwedens längster Fernwanderweg, der Sörmlandsleden, mit über 1000 km Länge.

## Söhne und Töchter des Stadtbezirks
- Hanna Zetterberg (* 1973), Schauspielerin und Politikerin (Vänsterpartiet), Mitglied des Riksdag
- Kristofer Ottosson (* 1976), Eishockeyspieler
- Magdalena Eriksson (* 1993), Fußballspielerin
- Einár (* 2002, † 2021), Rapper